# Robert Kauffmann
Robert Kauffmann (* 9. Januar 1882 in Stuttgart; † 11. März 1942) war ein deutscher Jurist, Manager und liberaler Politiker (NLP, DDP). Er war von 1911 bis ca. 1918 Vorsitzender des Jungliberalen Reichsverbands der Nationalliberalen Partei.

## Leben
Robert Kauffmann studierte Rechtswissenschaft in München, Lausanne, Berlin und in Tübingen. Nach seiner Promotion an der Universität Heidelberg 1906 legte er im folgenden Jahr beim Oberlandesgericht Stuttgart sein zweites Staatsexamen ab. 1911 wurde er zum Vorsitzenden des „Reichsverbands der Vereine der nationalliberalen Jugend“ gewählt, wodurch er dem Zentralvorstand der Nationalliberalen Partei angehörte. Zwischen 1915 und 1917 war er Soldat. Am Ende des Jahres 1917 wurde Kauffmann zum Abteilungsdirigenten beim Reichskommissar für Kohlenverwertung ernannt. Bereits vor 1918 war er bei den Jungliberalen in der Nationalliberalen Partei führend beteiligt. Nach der Novemberrevolution trat er der DDP bei. Unter anderem hielt er auf einem Reichsparteitag eine Grundsatzreder zur Wirtschaftspolitik. Zwischen 1922 und 1930 gehörte er dem Reichsvorstand der Partei an. Er hat eine Reihe von liberalen Nachwuchspolitikern gefördert. Nach der Umgründung der DDP zur Deutschen Staatspartei gehörte er auch dieser an.
Kauffmann gehörte seit 1924 dem Vorstand der BEWAG an und wurde dort Generaldirektor. Damit war verantwortlich für die Versorgung Berlins mit Elektrizität. Er betätigte sich in dieser Funktion auch schriftstellerisch. Zusammen mit den ebenfalls jüdischen Brüdern Kurt und Walter Meyer gründete Kauffmann 1927 die Schutzgemeinschaft für Absatzfinanzierung (Schufa).
Nach Akten des Deutsches Technikmuseums verlor Kauffmann mit der Machtergreifung der Nationalsozialisten am 4. Mai 1933 seinen Posten als Vorstandsmitglied der BEWAG und somit auch seine Funktion bei der Schufa. Im November 1933 wurde er mehrere Stunden inhaftiert, bis er einwilligte, bei der BEWAG zurückzutreten. Noch im selben Jahr emigrierte er mit seiner Ehefrau Olga nach Großbritannien. In London gründete er eine Heizkissenfabrik und trat in Kontakt mit anderen deutschen Emigranten, darunter auch mit Albert Einstein. Zu dieser Zeit engagierte er sich für das Jewish Refugee Comitee. Während des Zweiten Weltkrieges wurde er zeitweise interniert und musste die Teilhaberschaft an seiner Fabrik aufgeben. Er absolvierte ein Studium des Rechnungswesens und legte 1942 sein Examen ab.
Kauffmann war ein politischer Mentor für Robinsohn und Strassmann.
Er verschaffte in seinem Exil 1939 der Robinsohn-Strassmann-Widerstandsgruppe Kontakte zu britischen Politikern wie Harold Nicolson und Stellen, um der Gruppe finanziell zu helfen. Er nahm auch Ende Mai 1939 an einem Treffen zusammen mit Robinsohn, Strassmann und Paul Pagel mit Vertretern des Secret Service teil. Als Strassmann für die Widerstandsgruppe im Herbst 1941 eine Nachricht an britische Stellen senden musste, lief der Kontakt über ihn.
Kauffmann starb bei einem Verkehrsunfall am 11. März 1942.

## Schriften (Auswahl)
- Die Stellung der Ehefrau im Wechselrecht nach dem gesetzlichen Güterrecht des Bürgerlichen Gesetzbuchs. A. Bonz’ Erben, Stuttgart 1906, OCLC 251518451 (zugleich Dissertation).
- Der deutsche Weg; fünf Gespräche über Macht und Freiheit. Verlagsanstalt Politik, Berlin 1912.
- mit Paul Ziekursch: Die Verordnung über die schiedsgerichtliche Erhöhung von Preisen bei der Lieferung von elektrischer Arbeit, Gas und Leitungswasser; vom 1. Februar 1919/9. Juni 1922 nebst den zugehörigen weiteren Bestimmungen. 2. Auflage. Springer, Berlin 1922 (nmu.org.ua – Nachdruck: ISBN 978-3-662-32261-1).